# Carmen Carrozza
Carmen Carrozza (20 luglio 1921 – 17 giugno 2013) è stato un musicista italiano naturalizzato statunitense, uno dei primi fisarmonicisti concertisti americani, prima di ritirarsi dopo un ictus.
Carmen è nato in un villaggio di Solano Reggio di Calabria, Calabria, Italia nel 1921 ed è emigrato in America con la sua famiglia all'età di 9 anni, stabilendosi con loro in Chappaqua, New York. Suonava il pianoforte e il violino, ma successivamente si innamorò della fisarmonica, strumento che gli permetteva di far parte di un'orchestra o anche di essere lui stesso un'orchestra.
Carrozza ha studiato con Pietro Deiro, uno dei pionieri della fisarmonica negli Stati Uniti. È stato solista con la Boston Pops Orchestra, sotto la direzione di Arthur Fiedler, l'Orchestra Sinfonica di Cincinnati, la Buffalo Philharmonic Orchestra e la National Symphony Orchestra (Stati Uniti) presso il Kennedy Center (Washington D.C.). Ha inoltre partecipato alla Philharmonic di New York sotto la direzione di Andre Kostelanetz, premiando il "Rubaiyat", scritto da Alan Hovhaness e raccontato da Douglas Fairbanks, Jr. a Washington DC e per l'ex sindaco di NYC John Lindsay a New York. Ha avuto concerti in tutta Europa e ha ricevuto una medaglia d'oro in Italia dopo una straordinaria performance al Teatro di Pavia. Uno dei punti più importanti della carriera di Carrozza è stato un concerto al The Town Hall di New York dove ha eseguito tutte le opere originali di fisarmonica di molti compositori americani tra cui Robert Russell Bennett, Paul Creston, Virgil Thomson e molti altri.
Carrozza si è ritirato negli anni Ottanta, ma nell'estate del 1994 venne richiamato, svolgendo tre settimane di feste con Jörgen Sundeqvist in Svezia.
Carrozza è stato presidente dell'Associazione dei Fisarmonicisti Americani (AAA), un'organizzazione nazionale dedicata allo sviluppo della fisarmonica. Ha continuato a promuovere la fisarmonica attraverso laboratori didattici presso scuole, college e studi di musica privata fino alla sua morte. Inoltre, fu il direttore della Northern Westchester School di Yorktown. Fino alla sua morte, ha risieduto a Thornwood, New York con sua moglie Jean. Aveva due figli cresciuti, Carmen e Marianne.